# Tony Samuelsson
Tony Samuelsson, född 2 februari 1961 i Karlskrona, är en svensk författare och kulturjournalist. 

## Författarskap
Samuelsson debuterade 1989 med romanen Seymor. Ett genombrott blev Gäst hos borgerligheten 1993, den sista delen i en trilogi som skildrar en uppväxt i arbetarklassmiljö. Hans författarskap anknyter till arbetarlitteraturen. Arbetarklassens bästa partytricks, 2006, är en essäsamling om arbetartraditionen i svensk litteratur. 2009 utkom Jag var en arier, en  alternativhistorisk roman som utspelar sig på 1970-talet i ett Sverige som är en del av ett nazistiskt storimperium. En fristående fortsättning följde med Kafkapaviljongen 2014, som nominerades till Sveriges Radios romanpris 2015. 
2024 fick Tony Samuelsson Augustpriset i kategorin årets skönlitterära bok för sin roman Kungen av Nostratien (Wahlström & Widstrand). Juryns motivering var: ”Tony Samuelsson skriver med skärpa och humor om vänskap, klass och inte minst om kampen för att finna ett språk.” Boken handlar om en arbetarförfattare som får i uppdrag att spökskriva delar av en roman av den uppburne bästsäljarförfattaren Göran Frid.

## Priser och utmärkelser
Han har tilldelats Tidningen Vi:s litteraturpris, Stig Sjödinpriset, fackföreningsrörelsens Ivar Lo-priset och Augustpriset.
- 1993 – Tidningen Vi:s litteraturpris
- 2000 – Stig Sjödinpriset
- 2005 – Ivar Lo-priset
- 2014 – Karin Boyes litterära pris
- 2024 – Doblougska priset
- 2024 – Augustpriset

### Fotnoter
1. ↑  Åsa Linderborg (20 mars 2014). ”Så hade Sverige varit som ett naziland” (på svenska). Aftonbladet. https://www.aftonbladet.se/kultur/bokrecensioner/article18574741.ab. Läst 2 maj 2018.
2. ↑  ”Årets Augustpristagare 2024 – Svenska Förläggareföreningen”. https://forlaggare.se/nyheter/arets-augustpristagare-2024/. Läst 25 november 2024.
3. ↑  ”Tony Samuelsson får Augustpriset: ”Chockad””. DN.se. 25 november 2024. https://www.dn.se/kultur/de-kan-prisas-pa-kvallens-augustgala/. Läst 25 november 2024.